# АИ-9
АИ-9 — вспомогательный газотурбинный двигатель, предназначенный для запуска маршевых двигателей вертолётов Ка-27, Ка-29, Ка-32, Ка-50, Ми-14, Ми-24, Ми-28, Ми-8; самолётов Як-40 и Ан-140, корабельных и энергетических установок. Разработан ЗМКБ «Прогресс» им. академика А. Г. Ивченко в 1966 году. С 1967 года на Запорожском моторостроительном заводе, впоследствии — ОАО «Мотор Сич», выпущено 2030 двигателей АИ-9.

## Модификации

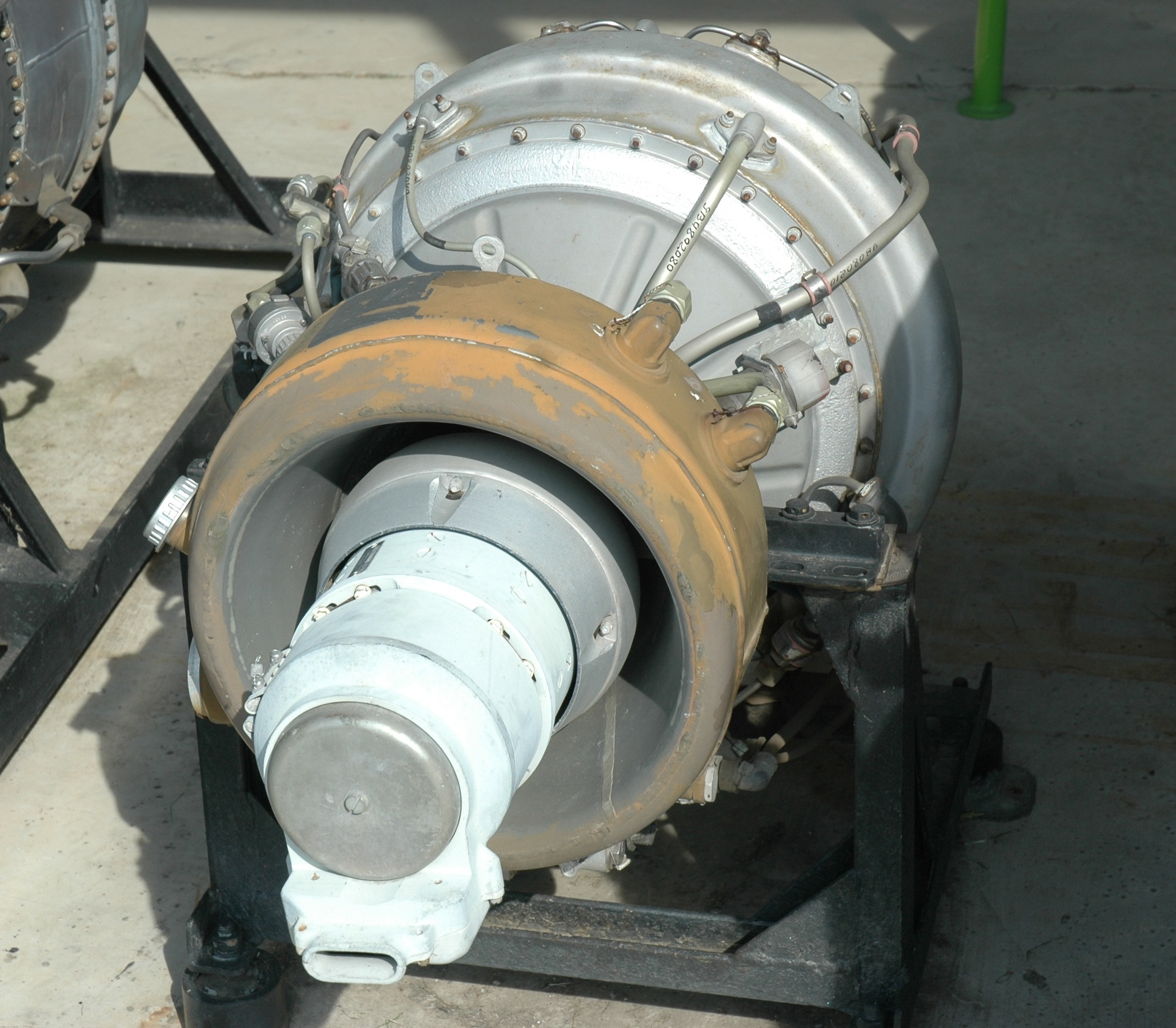
АИ-9В

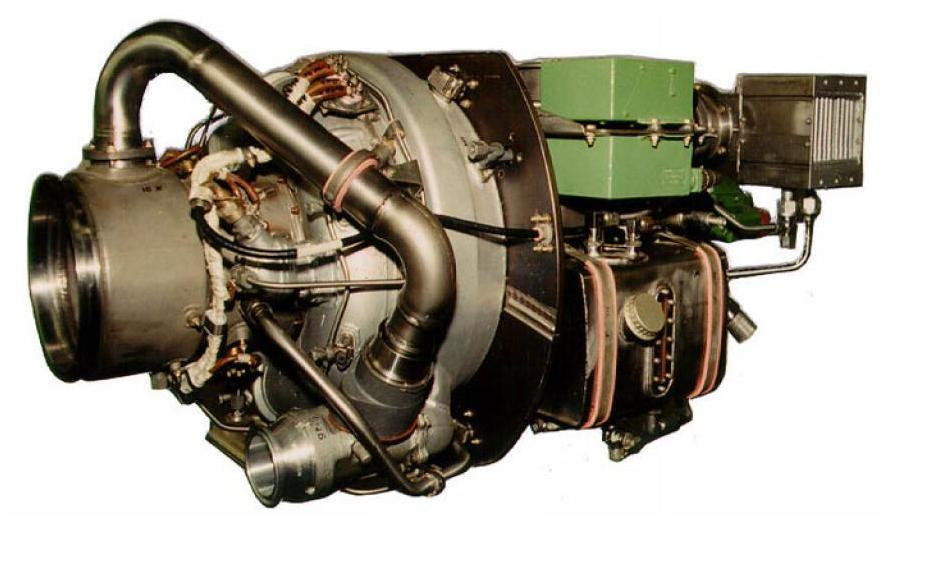
АИ9-3Б

- АИ-9В — Двигатель со стартером-генератором, выполнен в виде отдельного агрегата, имеет свою топливную аппаратуру,  автономную масляную систему и систему регулирования. Используется в полёте и на земле для подачи воздуха в системы запуска двигателей вертолётов  Ми-8МТ,  Ми-17, Ми-24, Ми-28, Ми-35, Ка-50, Ка-52 и для питания бортовой сети при проверке радио и электрооборудования. На  ОАО «Мотор Сич» выпущено 3600 ВСУ АИ-9В.
- АИ9-3Б — устанавливается на самолёте Ан-140. Предназначен для генерирования сжатого воздуха при запуске ТВ3-117ВМА-СБМ1 и другого, также для нагнетания воздуха в системы кондиционирования и привода электрогенератора.

## Основные сведения
Пусковой двигатель АИ-9 состоит из следующих основных конструктивных узлов:
- корпуса приводов агрегатов и масляного бака;
- центробежного одноступенчатого компрессора;
- камеры сгорания;
- одноступенчатой осевой турбины;
- выхлопного сопла;
- агрегатов, обеспечивающих запуск и работу двигателя.

Масляная система двигателя — автономная, циркуляционная, под давлением, состоит из маслобака, маслоагрегата и трубопроводов. Маслонасос шестеренчатого типа, с нагнетающей и откачивающей ступенями. 
Топливная система двигателя состоит из пускового насоса, насоса-регулятора с электромагнитным клапаном, пусковой форсунки и рабочих топливных форсунок.
В электрическую систему двигателя входят электростартер, катушка зажигания, свеча и клапан пускового топлива, устанавливаемые на двигателе, а также автоматическая панель запуска, пусковое сопротивление, коммутационная, защитная и сигнальная аппаратура (реле, контакторы, автоматы защиты, переключатели и сигнальные лампы), устанавливаемые на самолете.

## Характеристики
- Эквивалентная воздушная мощность - 214 кВт
- Номинальная частота вращения: 38500 ± 500 мин−1
- Количество отбираемого воздуха: 0,4±0,02 кг/с
- Полное давление отбираемого воздуха, не менее: 0,24 МПа
- Температура отбираемого воздуха: 403 К
- Расход топлива, не более: 80 кг/ч
- Сухая масса: 65 кг

На данной ВСУ применён стартёр-генератор СТГ-3 сер.2

## Особенности
- АИ-9 при выключении издаёт сильный, резкий и пронзительный кратковременный звук («пи-у»), характерный исключительно для этого двигателя.
- На запуске возможна очень сильная вибрация двигателя, исчезающая с раскруткой. Также при неудавшемся или повторном запуске без промежуточной прокрутки часто возникает «факеление» — кратковременно из сопла вырывается пламя, иногда весьма значительное.